# Sekani
Los sekani son una tribu amerindia perteneciente al grupo de lenguas na-dené, cuyo nombre proviene de tsé-keh-ne «gente de las rocas». 

## Localización
Vivían en las vertientes este y oeste de las Montañas Rocosas, entre Alberta y Columbia Británica.
En realidad nadie sabe dónde se ubica.
Se encuentra en los bosques de Canadá (topley leading por ejemplo)

## Demografía
En 1970 había 450 en la Columbia Británica, y en 1980 unos 600, de los cuales 150 hablaban la lengua.

## Costumbres
Estaban divididos en muchas bandas independientes, poco organizadas y con líderes únicamente nominales. Su nombre probablemente designaba originariamente a una sola banda, y no a la tribu en conjunto. Eran nómadas, en las temporadas duras vivían en cabañas o cobertizos de postes recubiertos con corteza de abeto o estopa.
Cazaban gamos, caribúes, osos, cabras, castores y otros animales usando principalmente trampas, flechas, arcos, lanzas y garrotes. Menospreciaban el pescado y sólo lo comían cuando el alimento escaseaba. Por esto los takuli los llamaban burlonamente «comedores de pescado».
Eran animistas y veían espíritus o poderes ocultos entre los animales, el viento y el trueno. Cada hombre tenía uno o más espíritus guardianes asociados con pájaros o bestias a las cuales la petición, con una misteriosa costumbre, le daba poder en tiempos de necesidad. También tenían chamanes con capacidad de causar o evitar enfermedades

## Historia
A menudo fueron atacados por sus vecinos cree, takuli, shuswap y tsattine, y por los tramperos y mineros blancos. Además aparecieron enfermedades y malnutrición por el agotamiento de la caza en su territorio, lo que les diezmó a comienzos del siglo XX.